# Xylophanes undata
Xylophanes undata är en fjärilsart som beskrevs av Rothschild och Jordan 1903. Xylophanes undata ingår i släktet Xylophanes och familjen svärmare. Inga underarter finns listade i Catalogue of Life.

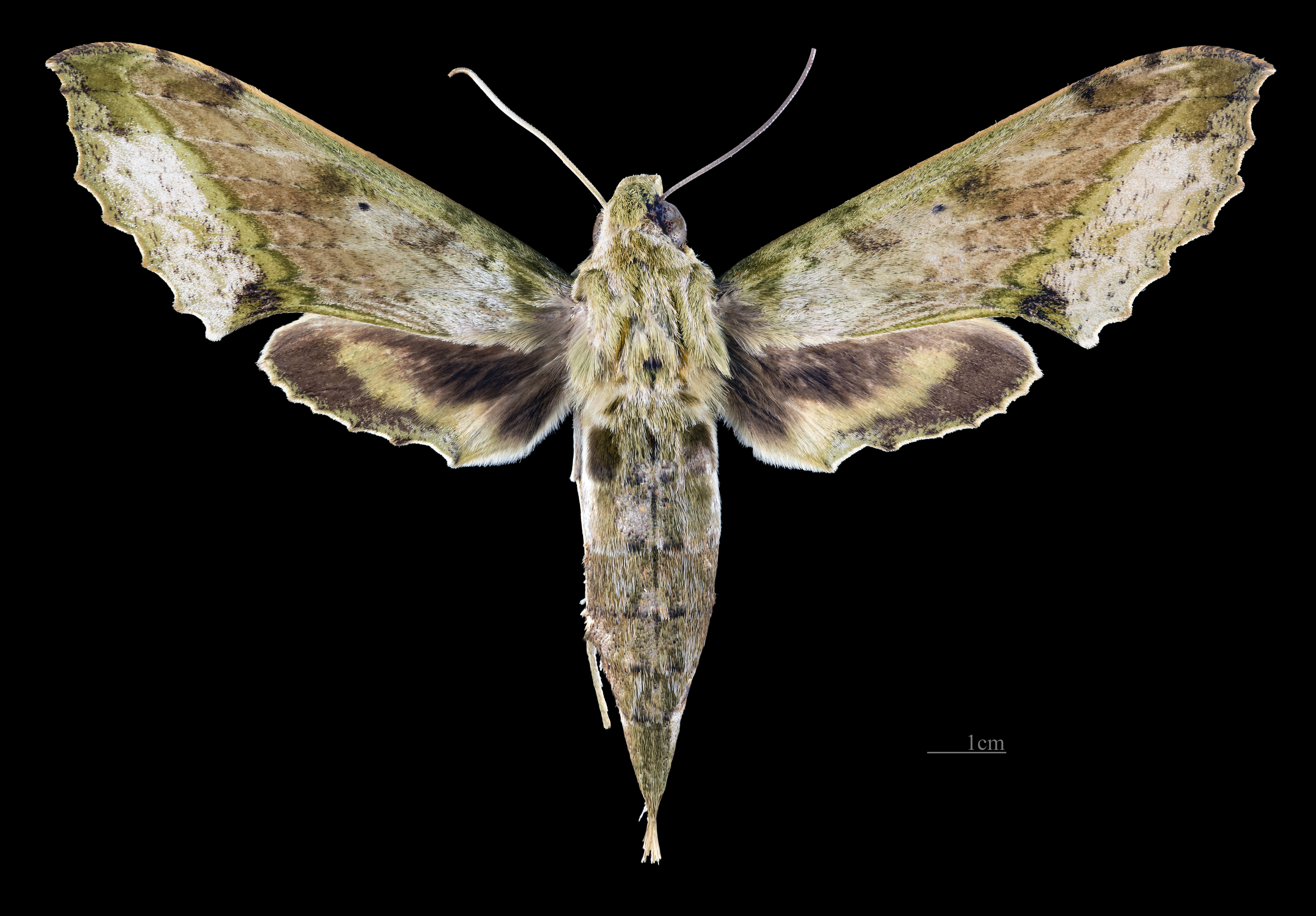
Xylophanes undata ♀
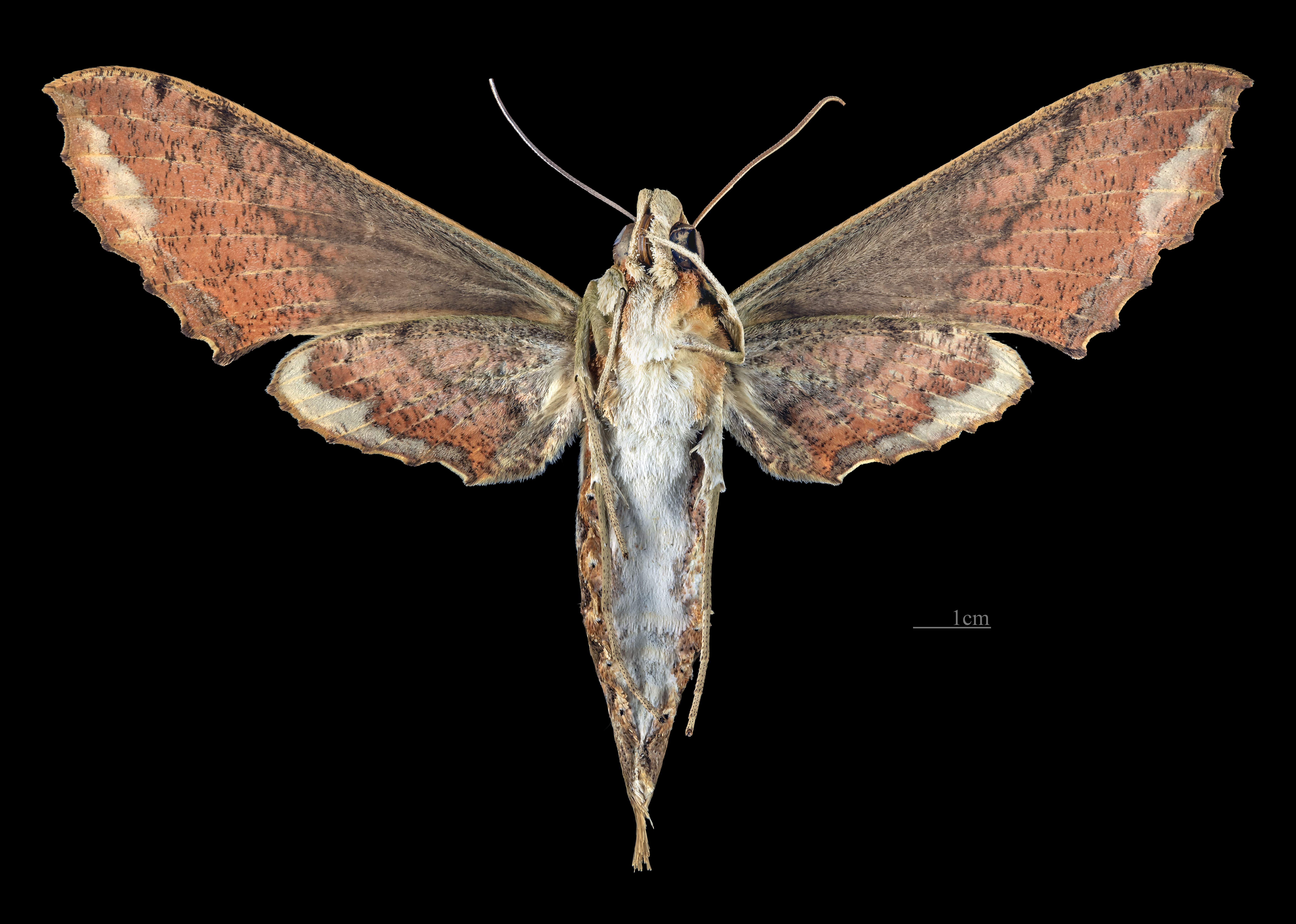
Xylophanes undata  ♀ △